# Torneo Apertura 2023 (Paraguay)
El Torneo Apertura 2023, llamado «Copa de Primera - Tigo - Visión Banco» por motivos de patrocinio, y denominado también como «Homenaje al Dr. Marcelo Pecci», fue la centésima vigésima octava edición del campeonato oficial de Primera División de la Asociación Paraguaya de Fútbol (APF). El Club Libertad se coronó campeón en la decimonovena fecha del torneo, al vencer a Olimpia 1 a 0 en un reñido partido, aprovechando que Cerro Porteño cayó de local 2 a 1 frente a General Caballero JLM.

## Sistema de competición
Como en temporadas anteriores, el modo de disputa es el mismo bajo el sistema de todos contra todos con partidos de ida y vuelta, unos como local y otros como visitante en dos rondas de once jornadas cada una. Es campeón el equipo que acumula la mayor cantidad de puntos al término de las 22 fechas.
En caso de igualdad de puntos entre dos contendientes se define el título tomando los siguientes parámetros:
1. Puntos en partidos directos.
2. Diferencia de goles en partidos directos.
3. Saldo de goles.
4. Mayor cantidad de goles marcados.
5. Mayor cantidad de goles a favor.
6. Partido extra en campo neutral.

De existir más de dos en disputa se toman en cuenta los mismos parámetros excepto el último punto, siendo como última opción sorteo.
Para determinar el descenso, los dos últimos equipos en la tabla de promedios descenderán a la División Intermedia.

## Equipos participantes

### Localización
La mayoría de los clubes (9) se concentra en la capital del país. En tanto uno pertenece al departamento de Guairá, otro al departamento Central y el último al de Alto Paraná. Se incluye al estadio Defensores del Chaco, propiedad de la Asociación Paraguaya de Fútbol, debido a su uso frecuente por equipos que optan oficiar ahí como locales.
| Distrito capital/Departamento | Cantidad | Equipos |
| ----------------------------- | -------- | --- |
| Asunción                      | 9        | Cerro Porteño, Olimpia, Guaraní, Libertad, Nacional, Tacuary, Resistencia, Sportivo Ameliano y Sportivo Trinidense |
| Departamento Central          | 1        | Sportivo Luqueño                                                                                                   |
| Departamento de Guairá        | 1        | Guaireña FC |
| Departamento de Alto Paraná   | 1        | General Caballero JLM                                                                                              |

### Información de equipos
Listado de los equipos que disputan el primer torneo de la temporada. El número de equipos participantes para esta temporada es de 12.
| Equipo                | Ciudad                   | Estadio                  | Capacidad | Fundación               | Títulos | Subtítulos | Proveedor     | Patrocinador            |
| --------------------- | ------------------------ | ------------------------ | --------- | ----------------------- | ------- | ---------- | ------------- | ----------------------- |
| Cerro Porteño         | Asunción                 | General Pablo Rojas      | 45 000    | 1 de octubre de 1912    | 34      | 35         | Puma          | Tigo                    |
| General Caballero JLM | Dr. Juan León Mallorquín | Ka'arendy                | 10 120    | 21 de junio de 1962     | 0       | 0          | Kappa         | Sanatorio San Sebastián |
| Guaireña FC           | Villarrica               | Parque del Guairá        | 15 000    | 28 de marzo de 2016     | 0       | 0          | Kyrios        | Coopeduc                |
| Guaraní               | Asunción                 | Rogelio Silvino Livieres | 12 380    | 12 de octubre de 1903   | 11      | 17         | Kyrios        | Tigo                    |
| Libertad              | Asunción                 | Tigo La Huerta           | 10 100    | 30 de julio de 1905     | 22      | 22         | Puma          | Tigo                    |
| Nacional              | Asunción                 | Arsenio Erico            | 4434      | 5 de junio de 1904      | 9       | 10         | Kappa         | Banco Continental       |
| Olimpia               | Asunción                 | Manuel Ferreira          | 22 000    | 25 de julio de 1902     | 46      | 25         | Nike          | Tigo                    |
| Resistencia           | Asunción                 | Luis Alfonso Giagni      | 11 000    | 27 de diciembre de 1917 | 0       | 0          | Lotto         | Pulp                    |
| Sportivo Ameliano     | Asunción                 | Martín Torres            | 3 000     | 6 de enero de 1936      | 0       | 0          | Garcis        | Ayres                   |
| Sportivo Luqueño      | Luque                    | Feliciano Cáceres        | 26 974    | 1 de mayo de 1921       | 2       | 4          | Kyrios        | Banco Río               |
| Sportivo Trinidense   | Asunción                 | Martín Torres            | 3000      | 11 de agosto de 1935    | 0       | 0          | Saltarín Rojo | Noroda                  |
| Tacuary               | Asunción                 | Luis Alfonso Giagni      | 11 000    | 10 de diciembre de 1923 | 0       | 0          | Saltarín Rojo | Electroban              |

### Intercambios de plazas
| Pos  | Descendidos a la División Intermedia                |
| ---- | --------------------------------------------------- |
| 11.° | Sol de América (Penúltimo de la tabla de promedios) |
| 12.° | 12 de Octubre (Último de la tabla de promedios)     |

| Pos | Ascendidos de la División Intermedia                         |
| --- | ------------------------------------------------------------ |
| 1.º | Sportivo Trinidense (Campeón de la División Intermedia 2022) |
| 2.º | Sportivo Luqueño (Subcampeón de la División Intermedia 2022) |

### Entrenadores
Actualizado el 4 de junio de 2023.
| Equipo                | Entrenador/es           | Fechas            |
| --------------------- | ----------------------- | ----------------- |
| Cerro Porteño         | Francisco Arce          | 1.ª y 2.ª         |
| Cerro Porteño         | Diego Gavilán           | 3.ª               |
| Cerro Porteño         | Facundo Sava            | 4.ª en adelante   |
| General Caballero JLM | Humberto Ovelar         | 1.ª a 5.ª         |
| General Caballero JLM | Troadio Duarte          | 6.ª en adelante   |
| Guaireña              | Roberto Torres          | 1.ª a 10.ª        |
| Guaireña              | Luciano Theiler         | 11.ª en adelante  |
| Guaraní               | Rodrigo López           | 1.ª en adelante   |
| Libertad              | Daniel Garnero          | 1.ª en adelante   |
| Nacional              | Pedro Sarabia           | 1.ª en adelante   |
| Olimpia               | Julio César Cáceres     | 1.ª, 3.ª a 6.ª    |
| Olimpia               | Carlos Aitor García     | 2.ª y 7.ª         |
| Olimpia               | Diego Aguirre           | 8.ª en adelante   |
| Resistencia           | Miguel Zahzú            | 1.ª a 6.ª         |
| Resistencia           | Sergio Órteman          | 7.ª a 16.ª        |
| Resistencia           | Carlos Recalde          | 17.ª en adelante  |
| Sportivo Ameliano     | Humberto García         | 1.ª en adelante   |
| Sportivo Luqueño      | Gustavo Florentín       | 1.ª a 20.ª        |
| Sportivo Luqueño      | Julio César Cáceres     | 21.ª, en adelante |
| Sportivo Trinidense   | José Arrúa              | 1.ª en adelante   |
| Tacuary               | Robert Pereira          | 1.ª y 2.ª         |
| Tacuary               | Carlos Humberto Paredes | 3.ª a 9.ª         |
| Tacuary               | Badayco Maciel          | 10.ª a 12.ª       |
| Tacuary               | Iván Almeida            | 13.ª en adelante  |

## Clasificación
| Pos. | Equipo                | Pts. | PJ | G  | E | P  | GF | GC | Dif. |  |
| ---- | --------------------- | ---- | -- | -- | - | -- | -- | -- | ---- |  |
| 1    | Libertad (C)          | 51   | 22 | 16 | 3 | 3  | 39 | 15 | +24  |  |
| 2    | Cerro Porteño         | 41   | 22 | 11 | 8 | 3  | 40 | 29 | +11  |  |
| 3    | Sportivo Trinidense   | 38   | 22 | 11 | 5 | 6  | 34 | 21 | +13  |  |
| 4    | Guaraní               | 33   | 22 | 8  | 9 | 5  | 29 | 24 | +5   |  |
| 5    | Nacional              | 33   | 22 | 9  | 6 | 7  | 23 | 21 | +2   |  |
| 6    | Olimpia               | 31   | 22 | 8  | 7 | 7  | 32 | 26 | +6   |  |
| 7    | Sportivo Ameliano     | 30   | 22 | 7  | 9 | 6  | 27 | 28 | −1   |  |
| 8    | Sportivo Luqueño      | 27   | 22 | 6  | 9 | 7  | 27 | 28 | −1   |  |
| 9    | General Caballero JLM | 24   | 22 | 6  | 6 | 10 | 21 | 28 | −7   |  |
| 10   | Guaireña              | 17   | 22 | 3  | 8 | 11 | 15 | 31 | −16  |  |
| 11   | Resistencia           | 17   | 22 | 4  | 5 | 13 | 14 | 35 | −21  |  |
| 12   | Tacuary               | 15   | 22 | 4  | 3 | 15 | 16 | 31 | −15  |  |

Actualizado a los partidos jugados el 11 de junio de 2023.
 Fuente: APF
Criterios de clasificación: 1) Puntos; 2) Puntos en partidos directos; 3) Diferencia de gol en partidos directos; 4) Diferencia de gol; 5) Goles anotados; 6) Play-off o sorteo.
| (C) | Clasifica a la Copa Libertadores 2024. |

## Evolución de la clasificación
| Equipo \ Jornada      | 01 | 02 | 03 | 04 | 05 | 06 | 07 | 08 | 09 | 10 | 11 | 12 | 13 | 14 | 15 | 16 | 17 | 18 | 19 | 20 | 21 | 22 |
| --------------------- | -- | -- | -- | -- | -- | -- | -- | -- | -- | -- | -- | -- | -- | -- | -- | -- | -- | -- | -- | -- | -- | -- |
| Cerro Porteño         | 7  | 3  | 4  | 2  | 3  | 3  | 4  | 4  | 2  | 3  | 3  | 3  | 2  | 2  | 2  | 2  | 2  | 2  | 2  | 2  | 2  | 2  |
| General Caballero JLM | 2  | 2  | 5  | 7  | 7  | 8  | 9  | 9  | 11 | 11 | 11 | 11 | 10 | 10 | 9  | 9  | 9  | 9  | 9  | 9  | 9  | 9  |
| Guaireña              | 10 | 8  | 7  | 8  | 8  | 10 | 10 | 10 | 9  | 10 | 10 | 10 | 11 | 11 | 11 | 10 | 11 | 11 | 11 | 12 | 10 | 10 |
| Guaraní               | 9  | 9  | 9  | 6  | 4  | 2  | 2  | 2  | 3  | 2  | 2  | 2  | 3  | 3  | 3  | 3  | 3  | 3  | 4  | 4  | 5  | 4  |
| Libertad              | 5  | 1  | 1  | 1  | 1  | 1  | 1  | 1  | 1  | 1  | 1  | 1  | 1  | 1  | 1  | 1  | 1  | 1  | 1  | 1  | 1  | 1  |
| Nacional              | 1  | 4* | 3* | 5* | 6* | 6* | 5  | 7  | 8  | 8  | 8  | 8  | 8  | 6  | 7  | 7  | 7  | 7  | 5  | 5  | 4  | 5  |
| Olimpia               | 4  | 5* | 2* | 4* | 5* | 5* | 3  | 3  | 4  | 5  | 4  | 4  | 4  | 4  | 4  | 5  | 6  | 5  | 7  | 7  | 7  | 6  |
| Resistencia           | 11 | 12 | 8  | 11 | 10 | 11 | 11 | 12 | 10 | 9  | 9  | 9  | 9  | 9  | 10 | 11 | 10 | 10 | 10 | 10 | 11 | 11 |
| Sportivo Ameliano     | 6  | 8  | 11 | 10 | 9  | 7  | 6  | 5  | 5  | 4  | 5  | 7  | 5  | 7  | 6  | 6  | 5  | 6  | 6  | 6  | 6  | 7  |
| Sportivo Luqueño      | 8  | 10 | 10 | 9  | 11 | 9  | 8  | 8  | 6  | 6  | 7  | 6  | 6  | 8  | 8  | 8  | 8  | 8  | 8  | 8  | 8  | 8  |
| Sportivo Trinidense   | 3  | 6  | 6  | 3  | 2  | 4  | 7  | 6  | 7  | 7  | 6  | 5  | 7  | 5  | 5  | 4  | 4  | 4  | 3  | 3  | 3  | 3  |
| Tacuary               | 12 | 11 | 12 | 12 | 12 | 12 | 12 | 11 | 12 | 12 | 12 | 12 | 12 | 12 | 12 | 12 | 12 | 12 | 12 | 11 | 12 | 12 |

Notas:
* Indica la posición del equipo con un partido pendiente.

## Fixture
- Los horarios son correspondientes a la hora local de verano (UTC-3) y horario estándar (UTC-4), Asunción, Paraguay.

### Primera vuelta
| Fecha 1               | Fecha 1   | Fecha 1           | Fecha 1             | Fecha 1     | Fecha 1 |
| Local                 | Resultado | Visitante         | Estadio             | Día         | Hora    |
| --------------------- | --------- | ----------------- | ------------------- | ----------- | ------- |
| Libertad              | 1 – 0     | Guaraní           | Tigo La Huerta      | 27 de enero | 19:00   |
| Sportivo Trinidense   | 2 – 0     | Tacuary           | Martín Torres       | 28 de enero | 18:00   |
| Guaireña              | 1 – 3     | Nacional          | Parque del Guairá   | 28 de enero | 20:30   |
| General Caballero JLM | 2 – 0     | Resistencia       | Ka'arendy           | 29 de enero | 17:00   |
| Cerro Porteño         | 1 – 1     | Sportivo Ameliano | General Pablo Rojas | 29 de enero | 19:30   |
| Olimpia               | 2 – 1     | Sportivo Luqueño  | Manuel Ferreira     | 30 de enero | 19:30   |

| Fecha 2             | Fecha 2   | Fecha 2               | Fecha 2                  | Fecha 2      | Fecha 2 |
| Local               | Resultado | Visitante             | Estadio                  | Día          | Hora    |
| ------------------- | --------- | --------------------- | ------------------------ | ------------ | ------- |
| Tacuary             | 1 – 2     | Guaireña              | Luis Alfonso Giagni      | 3 de febrero | 18:00   |
| Guaraní             | 2 – 2     | Sportivo Ameliano     | Rogelio Silvino Livieres | 3 de febrero | 20:30   |
| Sportivo Trinidense | 0 – 1     | Cerro Porteño         | Villa Alegre             | 4 de febrero | 18:00   |
| Resistencia         | 0 – 2     | Libertad              | Luis Alfonso Giagni      | 4 de febrero | 20:30   |
| Sportivo Luqueño    | 1 – 1     | General Caballero JLM | Feliciano Cáceres        | 5 de febrero | 19:00   |
| Nacional            | 1 – 1     | Olimpia               | Defensores del Chaco     | 8 de marzo   | 19:30   |

| Fecha 3               | Fecha 3   | Fecha 3             | Fecha 3             | Fecha 3       | Fecha 3 |
| Local                 | Resultado | Visitante           | Estadio             | Día           | Hora    |
| --------------------- | --------- | ------------------- | ------------------- | ------------- | ------- |
| Sportivo Ameliano     | 0 – 3     | Resistencia         | Martín Torres       | 10 de febrero | 18:00   |
| Libertad              | 1 – 1     | Sportivo Luqueño    | Tigo La Huerta      | 10 de febrero | 20:30   |
| General Caballero JLM | 0 – 1     | Nacional            | Ka'arendy           | 11 de febrero | 18:00   |
| Cerro Porteño         | 1 – 1     | Guaraní             | General Pablo Rojas | 11 de febrero | 20:30   |
| Guaireña              | 1 – 1     | Sportivo Trinidense | Parque del Guairá   | 12 de febrero | 17:30   |
| Olimpia               | 4 – 0     | Tacuary             | Manuel Ferreira     | 12 de febrero | 20:00   |

| Fecha 4             | Fecha 4   | Fecha 4               | Fecha 4              | Fecha 4       | Fecha 4 |
| Local               | Resultado | Visitante             | Estadio              | Día           | Hora    |
| ------------------- | --------- | --------------------- | -------------------- | ------------- | ------- |
| Resistencia         | 0 – 4     | Guaraní               | Luis Alfonso Giagni  | 17 de febrero | 18:00   |
| Guaireña            | 0 – 2     | Cerro Porteño         | Parque del Guairá    | 17 de febrero | 20:30   |
| Sportivo Trinidense | 3 – 1     | Olimpia               | Villa Alegre         | 18 de febrero | 18:00   |
| Nacional            | 1 – 2     | Libertad              | Defensores del Chaco | 18 de febrero | 20:30   |
| Tacuary             | 1 – 1     | General Caballero JLM | Luis Alfonso Giagni  | 19 de febrero | 17:30   |
| Sportivo Luqueño    | 1 – 1     | Sportivo Ameliano     | Feliciano Cáceres    | 19 de febrero | 20:00   |

| Fecha 5               | Fecha 5   | Fecha 5             | Fecha 5                  | Fecha 5       | Fecha 5 |
| Local                 | Resultado | Visitante           | Estadio                  | Día           | Hora    |
| --------------------- | --------- | ------------------- | ------------------------ | ------------- | ------- |
| Sportivo Ameliano     | 0 – 0     | Nacional            | Martín Torres            | 24 de febrero | 18:00   |
| Cerro Porteño         | 1 – 1     | Resistencia         | General Pablo Rojas      | 24 de febrero | 20:30   |
| Guaraní               | 3 – 1     | Sportivo Luqueño    | Rogelio Silvino Livieres | 25 de febrero | 18:00   |
| Libertad              | 1 – 0     | Tacuary             | Tigo La Huerta           | 25 de febrero | 20:30   |
| General Caballero JLM | 1 – 4     | Sportivo Trinidense | Ka'arendy                | 26 de febrero | 17:30   |
| Olimpia               | 1 – 1     | Guaireña            | Manuel Ferreira          | 26 de febrero | 20:00   |

| Fecha 6             | Fecha 6   | Fecha 6               | Fecha 6              | Fecha 6    | Fecha 6 |
| Local               | Resultado | Visitante             | Estadio              | Día        | Hora    |
| ------------------- | --------- | --------------------- | -------------------- | ---------- | ------- |
| Tacuary             | 1 – 3     | Sportivo Ameliano     | Luis Alfonso Giagni  | 2 de marzo | 19:00   |
| Guaireña            | 0 – 0     | General Caballero JLM | Parque del Guairá    | 3 de marzo | 18:00   |
| Nacional            | 0 – 2     | Guaraní               | Defensores del Chaco | 3 de marzo | 20:30   |
| Olimpia             | 2 – 2     | Cerro Porteño         | Manuel Ferreira      | 4 de marzo | 18:00   |
| Sportivo Luqueño    | 1 – 0     | Resistencia           | Feliciano Cáceres    | 5 de marzo | 17:30   |
| Sportivo Trinidense | 1 – 2     | Libertad              | Martín Torres        | 5 de marzo | 20:00   |

| Fecha 7               | Fecha 7   | Fecha 7             | Fecha 7                  | Fecha 7     | Fecha 7 |
| Local                 | Resultado | Visitante           | Estadio                  | Día         | Hora    |
| --------------------- | --------- | ------------------- | ------------------------ | ----------- | ------- |
| Libertad              | 2 – 0     | Guaireña            | Tigo La Huerta           | 11 de marzo | 19:00   |
| General Caballero JLM | 1 – 2     | Olimpia             | Antonio Aranda           | 12 de marzo | 18:00   |
| Resistencia           | 0 – 1     | Nacional            | Luis Alfonso Giagni      | 12 de marzo | 20:30   |
| Sportivo Ameliano     | 2 – 1     | Sportivo Trinidense | Luis Alfonso Giagni      | 13 de marzo | 18:00   |
| Cerro Porteño         | 3 – 3     | Sportivo Luqueño    | General Pablo Rojas      | 13 de marzo | 20:30   |
| Guaraní               | 1 – 0     | Tacuary             | Rogelio Silvino Livieres | 14 de marzo | 19:00   |

| Fecha 8               | Fecha 8   | Fecha 8           | Fecha 8              | Fecha 8     | Fecha 8 |
| Local                 | Resultado | Visitante         | Estadio              | Día         | Hora    |
| --------------------- | --------- | ----------------- | -------------------- | ----------- | ------- |
| Guaireña              | 0 – 1     | Sportivo Ameliano | Parque del Guairá    | 18 de marzo | 18:00   |
| Nacional              | 0 – 1     | Sportivo Luqueño  | Defensores del Chaco | 18 de marzo | 20:30   |
| Olimpia               | 2 – 1     | Libertad          | Manuel Ferreira      | 19 de marzo | 18:00   |
| Sportivo Trinidense   | 1 – 1     | Guaraní           | Martín Torres        | 19 de marzo | 20:30   |
| General Caballero JLM | 2 – 3     | Cerro Porteño     | Ka'arendy            | 20 de marzo | 18:00   |
| Tacuary               | 2 – 0     | Resistencia       | Luis Alfonso Giagni  | 20 de marzo | 20:30   |

| Fecha 9           | Fecha 9   | Fecha 9               | Fecha 9                  | Fecha 9     | Fecha 9 |
| Local             | Resultado | Visitante             | Estadio                  | Día         | Hora    |
| ----------------- | --------- | --------------------- | ------------------------ | ----------- | ------- |
| Guaraní           | 1 – 1     | Guaireña              | Rogelio Silvino Livieres | 24 de marzo | 19:00   |
| Sportivo Ameliano | 2 – 2     | Olimpia               | Villa Alegre             | 25 de marzo | 18:00   |
| Cerro Porteño     | 4 – 1     | Nacional              | General Pablo Rojas      | 25 de marzo | 20:30   |
| Sportivo Luqueño  | 2 – 0     | Tacuary               | Feliciano Cáceres        | 26 de marzo | 17:00   |
| Resistencia       | 1 – 0     | Sportivo Trinidense   | Luis Alfonso Giagni      | 26 de marzo | 19:30   |
| Libertad          | 1 – 0     | General Caballero JLM | Tigo La Huerta           | 30 de marzo | 19:00   |

| Fecha 10              | Fecha 10  | Fecha 10          | Fecha 10             | Fecha 10    | Fecha 10 |
| Local                 | Resultado | Visitante         | Estadio              | Día         | Hora     |
| --------------------- | --------- | ----------------- | -------------------- | ----------- | -------- |
| Tacuary               | 0 – 0     | Nacional          | Defensores del Chaco | 31 de marzo | 18:00    |
| Olimpia               | 0 – 1     | Guaraní           | Manuel Ferreira      | 31 de marzo | 20:30    |
| Sportivo Trinidense   | 2 – 2     | Sportivo Luqueño  | Defensores del Chaco | 1 de abril  | 17:00    |
| Guaireña              | 1 – 3     | Resistencia       | Parque del Guairá    | 1 de abril  | 19:30    |
| Libertad              | 5 – 0     | Cerro Porteño     | Tigo La Huerta       | 2 de abril  | 17:00    |
| General Caballero JLM | 0 – 1     | Sportivo Ameliano | Ka'arendy            | 2 de abril  | 19:30    |

| Fecha 11          | Fecha 11  | Fecha 11              | Fecha 11                 | Fecha 11    | Fecha 11 |
| Local             | Resultado | Visitante             | Estadio                  | Día         | Hora     |
| ----------------- | --------- | --------------------- | ------------------------ | ----------- | -------- |
| Nacional          | 0 – 1     | Sportivo Trinidense   | Defensores del Chaco     | 8 de abril  | 17:00    |
| Sportivo Luqueño  | 0 – 0     | Guaireña              | Feliciano Cáceres        | 8 de abril  | 19:30    |
| Resistencia       | 0 – 3     | Olimpia               | Defensores del Chaco     | 9 de abril  | 17:00    |
| Cerro Porteño     | 1 – 0     | Tacuary               | General Pablo Rojas      | 9 de abril  | 19:30    |
| Sportivo Ameliano | 2 – 5     | Libertad              | Manuel Ferreira          | 10 de abril | 18:00    |
| Guaraní           | 3 – 1     | General Caballero JLM | Rogelio Silvino Livieres | 10 de abril | 20:30    |

### Segunda vuelta
| Fecha 12          | Fecha 12  | Fecha 12              | Fecha 12                 | Fecha 12    | Fecha 12 |
| Local             | Resultado | Visitante             | Estadio                  | Día         | Hora     |
| ----------------- | --------- | --------------------- | ------------------------ | ----------- | -------- |
| Nacional          | 2 – 2     | Guaireña              | Martín Torres            | 11 de abril | 17:00    |
| Sportivo Luqueño  | 1 – 0     | Olimpia               | Defensores del Chaco     | 12 de abril | 18:00    |
| Tacuary           | 0 – 1     | Sportivo Trinidense   | Luis Alfonso Giagni      | 12 de abril | 20:30    |
| Sportivo Ameliano | 1 – 2     | Cerro Porteño         | Defensores del Chaco     | 13 de abril | 18:00    |
| Guaraní           | 0 – 0     | Libertad              | Rogelio Silvino Livieres | 13 de abril | 20:30    |
| Resistencia       | 1 – 1     | General Caballero JLM | Luis Alfonso Giagni      | 14 de abril | 19:00    |

| Fecha 13              | Fecha 13  | Fecha 13            | Fecha 13            | Fecha 13    | Fecha 13 |
| Local                 | Resultado | Visitante           | Estadio             | Día         | Hora     |
| --------------------- | --------- | ------------------- | ------------------- | ----------- | -------- |
| Guaireña              | 0 – 1     | Tacuary             | Parque del Guairá   | 15 de abril | 17:00    |
| Olimpia               | 0 – 1     | Nacional            | Manuel Ferreira     | 15 de abril | 19:30    |
| Cerro Porteño         | 3 – 2     | Sportivo Trinidense | General Pablo Rojas | 16 de abril | 18:00    |
| Sportivo Ameliano     | 1 – 1     | Guaraní             | Martín Torres       | 16 de abril | 20:30    |
| Libertad              | 4 – 0     | Resistencia         | Tigo La Huerta      | 17 de abril | 18:00    |
| General Caballero JLM | 3 – 2     | Sportivo Luqueño    | Ka'arendy           | 17 de abril | 20:30    |

| Fecha 14            | Fecha 14  | Fecha 14              | Fecha 14             | Fecha 14    | Fecha 14 |
| Local               | Resultado | Visitante             | Estadio              | Día         | Hora     |
| ------------------- | --------- | --------------------- | -------------------- | ----------- | -------- |
| Sportivo Trinidense | 1 – 0     | Guaireña              | Martín Torres        | 22 de abril | 17:00    |
| Resistencia         | 1 – 1     | Sportivo Ameliano     | Luis Alfonso Giagni  | 22 de abril | 19:30    |
| Tacuary             | 0 – 1     | Olimpia               | Luis Alfonso Giagni  | 23 de abril | 18:00    |
| Nacional            | 2 – 0     | General Caballero JLM | Martín Torres        | 23 de abril | 20:30    |
| Sportivo Luqueño    | 0 – 2     | Libertad              | Feliciano Cáceres    | 24 de abril | 18:00    |
| Guaraní             | 0 – 3     | Cerro Porteño         | Defensores del Chaco | 24 de abril | 20:30    |

| Fecha 15              | Fecha 15  | Fecha 15            | Fecha 15                 | Fecha 15    | Fecha 15 |
| Local                 | Resultado | Visitante           | Estadio                  | Día         | Hora     |
| --------------------- | --------- | ------------------- | ------------------------ | ----------- | -------- |
| General Caballero JLM | 1 – 0     | Tacuary             | Ka'arendy                | 27 de abril | 17:00    |
| Olimpia               | 1 – 1     | Sportivo Trinidense | Manuel Ferreira          | 27 de abril | 19:30    |
| Cerro Porteño         | 2 – 0     | Guaireña            | General Pablo Rojas      | 28 de abril | 18:00    |
| Guaraní               | 1 – 0     | Resistencia         | Rogelio Silvino Livieres | 28 de abril | 20:30    |
| Libertad              | 2 – 1     | Nacional            | Tigo La Huerta           | 29 de abril | 17:00    |
| Sportivo Ameliano     | 2 – 0     | Sportivo Luqueño    | Defensores del Chaco     | 1 de mayo   | 18:00    |

| Fecha 16            | Fecha 16  | Fecha 16              | Fecha 16             | Fecha 16  | Fecha 16 |
| Local               | Resultado | Visitante             | Estadio              | Día       | Hora     |
| ------------------- | --------- | --------------------- | -------------------- | --------- | -------- |
| Nacional            | 1 – 0     | Sportivo Ameliano     | Defensores del Chaco | 5 de mayo | 19:00    |
| Sportivo Luqueño    | 3 – 0     | Guaraní               | Feliciano Cáceres    | 6 de mayo | 17:00    |
| Sportivo Trinidense | 2 – 0     | General Caballero JLM | Martín Torres        | 6 de mayo | 19:30    |
| Resistencia         | 1 – 2     | Cerro Porteño         | Defensores del Chaco | 7 de mayo | 17:00    |
| Guaireña            | 1 – 0     | Olimpia               | Parque del Guairá    | 7 de mayo | 19:30    |
| Tacuary             | 3 – 0     | Libertad              | Luis Alfonso Giagni  | 8 de mayo | 19:00    |

| Fecha 17              | Fecha 17  | Fecha 17            | Fecha 17                 | Fecha 17   | Fecha 17 |
| Local                 | Resultado | Visitante           | Estadio                  | Día        | Hora     |
| --------------------- | --------- | ------------------- | ------------------------ | ---------- | -------- |
| General Caballero JLM | 3 – 0     | Guaireña            | Ka'arendy                | 11 de mayo | 19:00    |
| Sportivo Ameliano     | 2 – 1     | Tacuary             | Manuel Ferreira          | 12 de mayo | 17:30    |
| Libertad              | 2 – 1     | Sportivo Trinidense | Tigo La Huerta           | 12 de mayo | 20:00    |
| Cerro Porteño         | 2 – 2     | Olimpia             | General Pablo Rojas      | 13 de mayo | 17:00    |
| Guaraní               | 2 – 2     | Nacional            | Rogelio Silvino Livieres | 14 de mayo | 17:00    |
| Resistencia           | 1 – 1     | Sportivo Luqueño    | Luis Alfonso Giagni      | 14 de mayo | 19:30    |

| Fecha 18            | Fecha 18  | Fecha 18              | Fecha 18             | Fecha 18   | Fecha 18 |
| Local               | Resultado | Visitante             | Estadio              | Día        | Hora     |
| ------------------- | --------- | --------------------- | -------------------- | ---------- | -------- |
| Guaireña            | 0 – 2     | Libertad              | Parque del Guairá    | 16 de mayo | 18:00    |
| Olimpia             | 1 – 1     | General Caballero JLM | Manuel Ferreira      | 16 de mayo | 20:30    |
| Sportivo Luqueño    | 1 – 1     | Cerro Porteño         | Defensores del Chaco | 17 de mayo | 18:00    |
| Tacuary             | 1 – 3     | Guaraní               | Luis Alfonso Giagni  | 17 de mayo | 20:30    |
| Sportivo Trinidense | 2 – 0     | Sportivo Ameliano     | Martín Torres        | 18 de mayo | 18:00    |
| Nacional            | 0 – 0     | Resistencia           | Defensores del Chaco | 18 de mayo | 20:30    |

| Fecha 19          | Fecha 19  | Fecha 19              | Fecha 19                 | Fecha 19   | Fecha 19 |
| Local             | Resultado | Visitante             | Estadio                  | Día        | Hora     |
| ----------------- | --------- | --------------------- | ------------------------ | ---------- | -------- |
| Libertad (C)      | 1 – 0     | Olimpia               | Tigo La Huerta           | 20 de mayo | 18:00    |
| Cerro Porteño     | 1 – 2     | General Caballero JLM | General Pablo Rojas      | 20 de mayo | 18:00    |
| Guaraní           | 0 – 2     | Sportivo Trinidense   | Rogelio Silvino Livieres | 22 de mayo | 10:00    |
| Resistencia       | 1 – 0     | Tacuary               | Luis Alfonso Giagni      | 22 de mayo | 10:00    |
| Sportivo Ameliano | 1 – 1     | Guaireña              | Martín Torres            | 22 de mayo | 17:00    |
| Sportivo Luqueño  | 0 – 1     | Nacional              | Feliciano Cáceres        | 22 de mayo | 19:30    |

| Fecha 20              | Fecha 20  | Fecha 20          | Fecha 20             | Fecha 20   | Fecha 20 |
| Local                 | Resultado | Visitante         | Estadio              | Día        | Hora     |
| --------------------- | --------- | ----------------- | -------------------- | ---------- | -------- |
| Sportivo Trinidense   | 2 – 0     | Resistencia       | Martín Torres        | 27 de mayo | 18:00    |
| General Caballero JLM | 0 – 2     | Libertad          | Ka'arendy            | 28 de mayo | 16:00    |
| Nacional              | 2 – 1     | Cerro Porteño     | Defensores del Chaco | 28 de mayo | 18:30    |
| Guaireña              | 2 – 2     | Guaraní           | Parque del Guairá    | 29 de mayo | 17:30    |
| Olimpia               | 1 – 3     | Sportivo Ameliano | Defensores del Chaco | 29 de mayo | 20:00    |
| Tacuary               | 3 – 1     | Sportivo Luqueño  | Luis Alfonso Giagni  | 30 de mayo | 19:00    |

| Fecha 21          | Fecha 21  | Fecha 21              | Fecha 21                 | Fecha 21   | Fecha 21 |
| Local             | Resultado | Visitante             | Estadio                  | Día        | Hora     |
| ----------------- | --------- | --------------------- | ------------------------ | ---------- | -------- |
| Guaraní           | 1 – 2     | Olimpia               | Rogelio Silvino Livieres | 2 de junio | 19:30    |
| Sportivo Luqueño  | 2 – 2     | Sportivo Trinidense   | Feliciano Cáceres        | 2 de junio | 19:30    |
| Cerro Porteño     | 2 – 0     | Libertad              | General Pablo Rojas      | 2 de junio | 19:30    |
| Sportivo Ameliano | 0 – 1     | General Caballero JLM | Martín Torres            | 3 de junio | 16:30    |
| Nacional          | 2 – 0     | Tacuary               | Luis Alfonso Giagni      | 3 de junio | 19:00    |
| Resistencia       | 0 – 2     | Guaireña              | Luis Alfonso Giagni      | 4 de junio | 17:30    |

| Fecha 22              | Fecha 22  | Fecha 22          | Fecha 22             | Fecha 22    | Fecha 22 |
| Local                 | Resultado | Visitante         | Estadio              | Día         | Hora     |
| --------------------- | --------- | ----------------- | -------------------- | ----------- | -------- |
| Guaireña              | 0 – 2     | Sportivo Luqueño  | Parque del Guairá    | 9 de junio  | 17:00    |
| Libertad              | 1 – 1     | Sportivo Ameliano | Tigo La Huerta       | 9 de junio  | 19:30    |
| General Caballero JLM | 0 – 0     | Guaraní           | Ka'arendy            | 10 de junio | 16:00    |
| Sportivo Trinidense   | 2 – 1     | Nacional          | Martín Torres        | 10 de junio | 18:30    |
| Tacuary               | 2 – 2     | Cerro Porteño     | Defensores del Chaco | 11 de junio | 10:00    |
| Olimpia               | 4 – 1     | Resistencia       | Manuel Ferreira      | 11 de junio | 18:30    |

### Resultados
| Local \ Visitante     | TRI | CPO | GCM | GRÑ | GUA | LIB | NAC | LUQ | OLI | RES | AME | TAC |
| --------------------- | --- | --- | --- | --- | --- | --- | --- | --- | --- | --- | --- | --- |
| Sportivo Trinidense   |     | 0–1 | 2–0 | 1–0 | 1–1 | 1–2 | 2–1 | 2–2 | 3–1 | 2–0 | 2–0 | 2–0 |
| Cerro Porteño         | 3–2 |     | 1–2 | 2–0 | 1–1 | 2–0 | 4–1 | 3–3 | 2–2 | 1–1 | 1–1 | 1–0 |
| General Caballero JLM | 1–4 | 2–3 |     | 3–0 | 0–0 | 0–2 | 0–1 | 3–2 | 1–2 | 2–0 | 0–1 | 1–0 |
| Guaireña              | 1–1 | 0–2 | 0–0 |     | 2–2 | 0–2 | 1–3 | 0–2 | 1–0 | 1–3 | 0–1 | 0–1 |
| Guaraní               | 0–2 | 0–3 | 3–1 | 1–1 |     | 0–0 | 2–2 | 3–1 | 1–2 | 1–0 | 2–2 | 1–0 |
| Libertad              | 2–1 | 5–0 | 1–0 | 2–0 | 1–0 |     | 2–1 | 1–1 | 1–0 | 4–0 | 1–1 | 1–0 |
| Nacional              | 0–1 | 2–1 | 2–0 | 2–2 | 0–2 | 1–2 |     | 0–1 | 1–1 | 0–0 | 1–0 | 2–0 |
| Sportivo Luqueño      | 2–2 | 1–1 | 1–1 | 0–0 | 3–0 | 0–2 | 0–1 |     | 1–0 | 1–0 | 1–1 | 2–0 |
| Olimpia               | 1–1 | 2–2 | 1–1 | 1–1 | 0–1 | 2–1 | 0–1 | 2–1 |     | 4–1 | 1–3 | 4–0 |
| Resistencia           | 1–0 | 1–2 | 1–1 | 0–2 | 0–4 | 0–2 | 0–1 | 1–1 | 0–3 |     | 1–1 | 1–0 |
| Sportivo Ameliano     | 2–1 | 1–2 | 0–1 | 1–1 | 1–1 | 2–5 | 0–0 | 2–0 | 2–2 | 0–3 |     | 2–1 |
| Tacuary               | 0–1 | 2–2 | 1–1 | 1–2 | 1–3 | 3–0 | 0–0 | 3–1 | 0–1 | 2–0 | 1–3 |     |

## Campeón
|                       |
| Libertad 23.er título |

## Tabla de promedios
| Pos. | Equipo                | Prom. | Pts. | PJ  | '21 | '22 | '23 |
| ---- | --------------------- | ----- | ---- | --- | --- | --- | --- |
| 1.º  | Libertad              | 2.029 | 207  | 102 | 65  | 91  | 51  |
| 2.º  | Cerro Porteño         | 2.010 | 205  | 102 | 66  | 98  | 41  |
| 3.°  | Sportivo Trinidense   | 1.727 | 38   | 22  | —   | —   | 38  |
| 4.º  | Olimpia               | 1.706 | 174  | 102 | 51  | 92  | 31  |
| 5.º  | Nacional              | 1.510 | 154  | 102 | 50  | 71  | 33  |
| 6.º  | Guaraní               | 1.461 | 149  | 102 | 61  | 55  | 33  |
| 7.º  | Sportivo Luqueño      | 1.227 | 27   | 22  | —   | —   | 27  |
| 8.º  | Sportivo Ameliano     | 1.182 | 78   | 66  | —   | 48  | 30  |
| 9.º  | General Caballero JLM | 1.136 | 75   | 66  | —   | 51  | 24  |
| 10.º | Guaireña              | 1.099 | 111  | 102 | 44  | 50  | 17  |
| 11.º | Tacuary               | 1.030 | 68   | 66  | —   | 53  | 15  |
| 12.º | Resistencia           | 1.000 | 66   | 66  | —   | 49  | 17  |

     En zona de descenso a la División Intermedia.

## Goleadores
| Pos. | Jugador             | Club                  | Goles |
| ---- | ------------------- | --------------------- | ----- |
| 1    | Óscar Cardozo       | Libertad              | 10    |
| 2    | Marcelo Pérez       | Sportivo Luqueño      | 8     |
| 3    | Pedro Delvalle      | Sportivo Trinidense   | 7     |
| 4    | Elías Sarquis       | Sportivo Ameliano     | 6     |
| 5    | Lorenzo Melgarejo   | Libertad              | 6     |
| 6    | Cristhian Ocampos   | Nacional              | 6     |
| 7    | Néstor Camacho      | Guaraní               | 6     |
| 8    | Hugo Valdez         | Tacuary               | 6     |
| 9    | Héctor Villalba     | Libertad              | 6     |
| 10   | Claudio Aquino      | Cerro Porteño         | 6     |
| 11   | Clementino González | General Caballero JLM | 5     |
| 12   | Facundo Barceló     | Guaraní               | 5     |
| 13   | Alex Álvarez        | Sportivo Trinidense   | 5     |
| 14   | Elvio Vera          | Sportivo Ameliano     | 5     |
| 15   | Robert Morales      | Cerro Porteño         | 5     |